# Réseau écologique paneuropéen

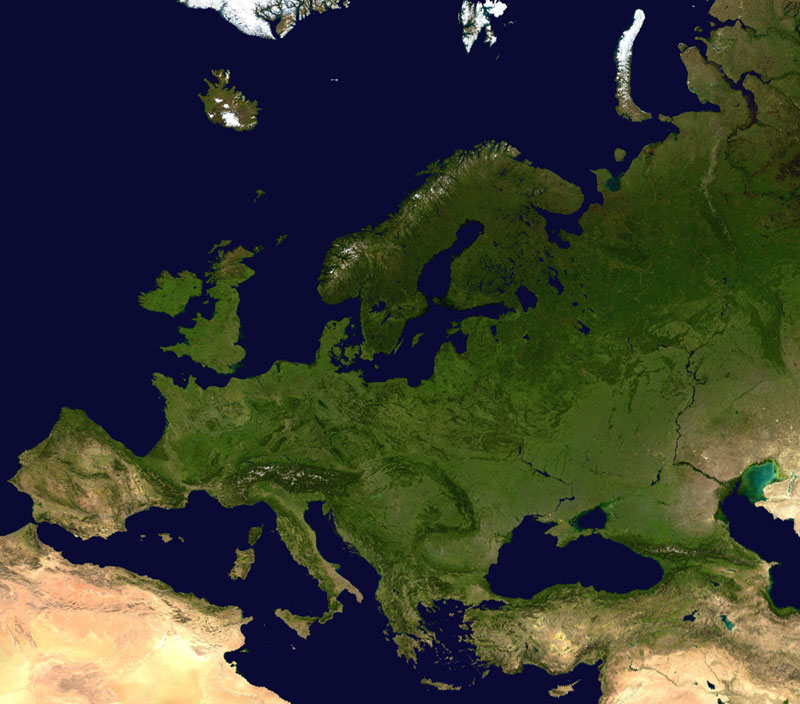
Le réseau écologique dépasse les frontières. Pour mieux tenir compte des espèces migratrices, (poissons, mammifères marins, oiseaux, etc.), il est dit « paneuropéen ».

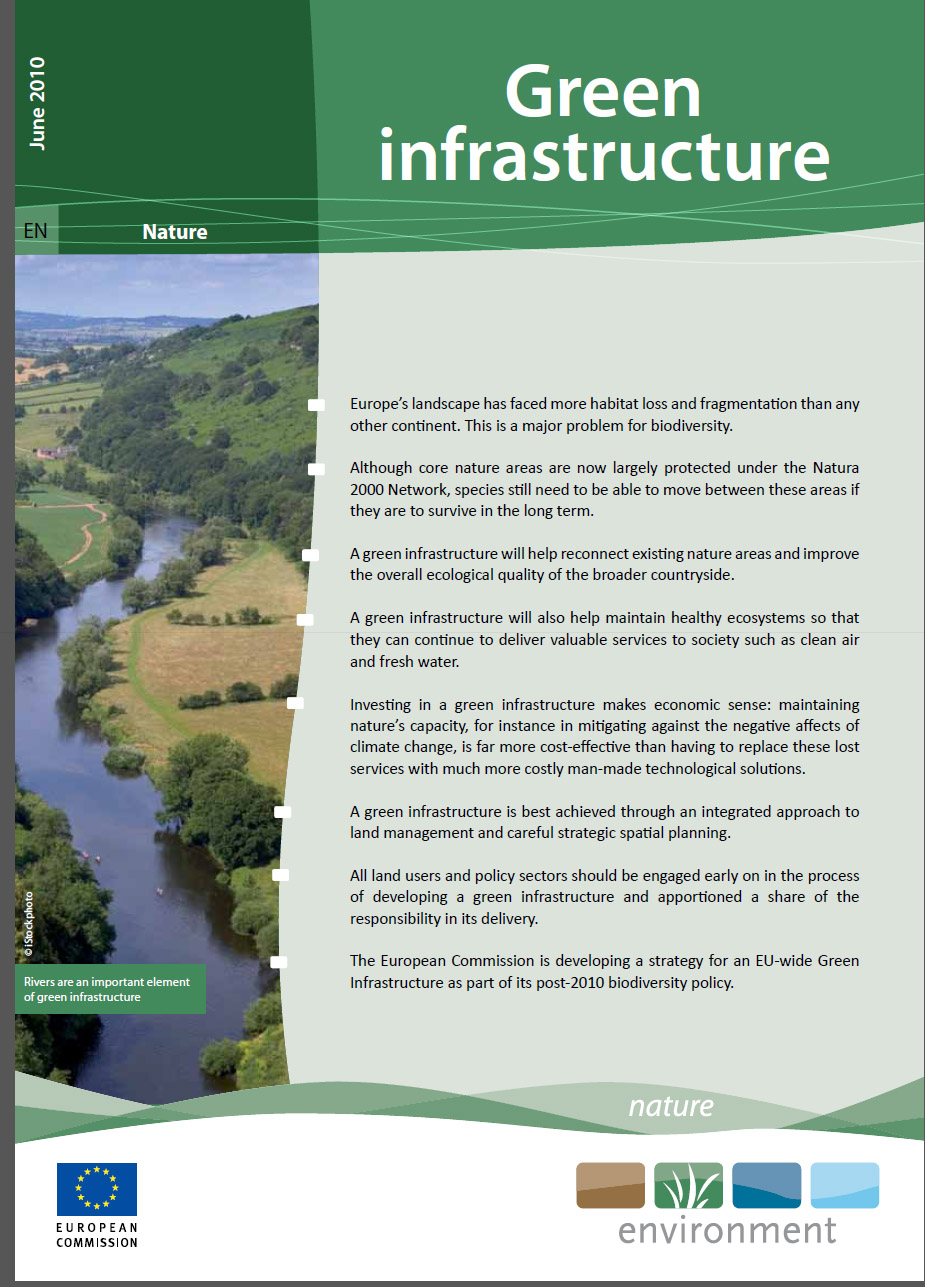
Première de couverture d'une plaquette publiée en 2010 par la commission européenne pour présenter l'infrastructure verte comme nouvelle politique structurante « post-2010 » (« post-2010 biodiversity policy »). Reproduction autorisée en citant la source

Le réseau écologique paneuropéen (ou REP) et son sous-ensemble infrastructure verte constituent un réseau écologique dit paneuropéen, parce qu'il couvre toute l'Europe. Mais il a des implications pour toute la planète et très directement pour tous les pays abritant en hiver des espèces migratrices qui vivent en Europe l'été. 
Pour ses composantes sous-marines (encore peu développées), il touche l'océan planétaire et devrait contribuer à la restauration de ressources halieutiques.
Mettre en place ce réseau « homogène et cohérent d’un point de vue à la fois géographique et écologique » est le premier objectif de la Stratégie paneuropéenne pour la protection de la diversité biologique et paysagère. Il doit contribuer, tant que de besoin, « à l’établissement de liens entre toutes les catégories de sites de haute valeur du point de vue de la biodiversité, de manière à les incorporer dans des réseaux écologiques ». 
C'est aussi un moyen « d'encourager le rapprochement des peuples d'Europe, d'intensifier la coopération transfrontalière, de renforcer la cohérence écologique transfrontalière et de contribuer à la préservation des écosystèmes naturels, ainsi que du patrimoine naturel, culturel et paysager ». 
En 2010, la Commission a reconnu l'échec de l'Europe face à la perte de biodiversité : Le réseau Natura 2000 est resté trop éclaté. Le manque de connectivité biologique n'a pas permis de stopper la perte de biodiversité. Le projet de REP est relancé en 2010 puis en 2013 sous le nom d'infrastructure verte.

## Objectifs
Ce réseau vise d'abord la conservation en réseau d'éléments représentatifs de chaque écosystème, habitat et habitat d'espèce, ainsi que la population de populations viables de toutes les espèces normalement présentes dans la zone paneuropéenne. Il s'agit aussi de maintenir leur diversité génétique à un niveau leur permettant de survivre en populations résilientes et capables de migrer pour s'adapter aux dérèglements climatiques, par la restauration et la conservation de l'intégrité écologique des paysages d’importance européenne. 
C'est aussi la déclinaison de la part de l'Europe des engagements internationaux pris lors de la convention de Rio sur la Diversité biologique, qui se traduisent notamment dans la stratégie européenne pour la biodiversité. Cette dernière visait à stopper la régression de la biodiversité sur le continent avant 2010, pour notamment préserver les services rendus par les écosystèmes. Cet objectif n'a pas été atteint.
« C'est l'un des principaux objectifs et le premier moyen de la Stratégie paneuropéenne pour la protection de la diversité biologique et paysagère et de mise en œuvre de la Stratégie relative à la conservation et la gestion des écosystèmes, des habitats, des espèces et des paysages dans une perspective de développement soutenable ».

## Histoire
En 1995, trois ans après le Sommet de la Terre, les ministres européens de l'environnement se sont réunis à Sofia. Ils y ont validé et lancé une Stratégie paneuropéenne de la diversité biologique et paysagère ; pour l'Europe et le continent eurasiatique ciblant la restauration d'un réseau écologique cohérent et d'une ampleur écologiquement significative. 
Le 6 octobre 1995, le Conseil de l'Union européenne a conclu que « l'Union européenne sera représentée dans le cadre de la stratégie (paneuropéenne de la diversité biologique et paysagère) par Natura 2000. »
Trois ans plus tard, le 25 juin 1998 à Aarhus, une Résolution sur la diversité biologique et paysagère a été adoptée par la 4e Conférence ministérielle « Un Environnement pour l’Europe ».
Le 21 mars 2000 à Riga, un Mémorandum de Coopération était signé, liant le Secrétariat de la Convention sur la diversité biologique, le Conseil de l’Europe et le Programme des Nations Unies pour l’Environnement (PNUE), en leur qualité de Secrétariat conjoint de la Stratégie paneuropéenne de la diversité biologique et paysagère. Un second mémorandum a été signé le 17 juillet 2001 à Copenhague, entre le Conseil de l'Europe et l’Agence européenne pour l’environnement.
En avril 2002, la Convention sur la diversité biologique a appuyé le développement du « Réseau écologique paneuropéen ». Cette même année, le Plan de mise en œuvre du Sommet de Johannesburg a également encouragé l’établissement du Réseau écologique paneuropéen.  
De nombreuses initiatives nationales, régionales et parfois transrégionales sont nées ou se sont réinscrites dans ce réseau. 
En 2003, à Kiev, les ministres et chefs de délégations ont fait un point et demandé une cartographie de l'existant dans les 55 États concernés (dont ceux de l'UE). Ils ont dans une « déclaration ministérielle sur le Réseau écologique paneuropéen » exprimé leur « ferme soutien au développement du Réseau écologique paneuropéen et à sa réalisation d’ici 2015 » et se sont engagés « à fournir les ressources nécessaires à la mise en œuvre de cet instrument majeur » ; en encourageant « les institutions et mécanismes financiers à accorder une priorité aux investissements durables dans les zones faisant partie ou appelées à faire partie du Réseau écologique paneuropéen et à s’abstenir d’investissements qui pourraient avoir une influence négative sur la diversité biologique et paysagère. »
La première initiative transnationale importante (associant 23 pays) pourrait être la ceinture verte européenne. Contrairement à ce que son nom suggère, il ne s'agit pas d'une ceinture, mais d'un long corridor de plus de 10 000 km de long, situé sur l'ancien no man's land du rideau de fer séparant les anciennes Europes de l'Ouest et de l'Est.
Un livre blanc de 2009 sur l'adaptation au changement climatique soulignait l'importance de maintenir et rétablir l'intégrité des écosystèmes et de mettre en place une infrastructure verte qu'il a été décidé d'ajouter à la stratégie post-2010. 
En 2010, face à l'échec de l'objectif 2010 et d'une partie des politiques agroenvironnementales, la Commission et le Conseil annoncent en nouvelle priorité la mise en place de l'infrastructure verte « et des investissements y afférant » définie comme :
« le réseau interconnecté de zones naturelles comprenant certaines terres agricoles, les voies «vertes», les zones humides, les parcs, les réserves forestières et les communautés végétales indigènes, ainsi que les zones marines qui régulent naturellement les débits d'orage, les températures, les risques d'inondation et la qualité de l'eau, de l'air et des écosystèmes. »

## Qui fait quoi?
Dans le cadre des compétences de l'Europe, ce réseau REP ne peut qu'être subsidiairement mis en place par les états membres, avec le soutien de l'Union, et la nécessaire collaboration d'échelons locaux tels que régions, départements, agglomérations, Parcs naturels, Pays, communes etc. L'Union européenne s'occupe subsidiairement des échelles, corridors, sites et espèces dites d'importance européenne, via Natura 2000 principalement.
Voyant le retard pris par de nombreux États membres, le Conseil de l'Europe a plusieurs fois encouragé une mise en « compatibilité des différents modes d’utilisation des terres avec le Réseau écologique paneuropéen, par le développement de stratégies, d’instruments et des formes alternatives de gestion des zones concernées, et en accordant une attention particulière aux politiques agricoles et forestières. »
En 2003, les pays d’Europe centrale et orientale disposaient déjà de leur carte indicative du Réseau écologique paneuropéen, mais ce travail avait dans la plupart des pays et régions d'Europe de l'Ouest et en particulier en France pris un retard important. Le conseil de l'Europe a donc invité la Conférence européenne des ministres responsables de l’Aménagement du territoire (CEMAT) ainsi que la Conférence ministérielle pour la protection de forêts en Europe à coopérer à la mise en œuvre du REP. Les collectivités locales et régionales, ainsi que le Comité des Ministres du Conseil de l’Europe, l’Union européenne, l’Assemblée parlementaire du Conseil de l’Europe et le Congrès des pouvoirs locaux et régionaux de l’Europe du Conseil de l’Europe étaient également invités « à mettre en œuvre le Réseau écologique paneuropéen à leur niveau, à participer activement à la création de réseaux transnationaux et à impliquer tous les acteurs locaux ».
Les États devaient tous cartographier un « réseau écologique national » pour l'an 2000 et préparer un système de monitoring et d'évaluation du réseau. Pour cela et pour conserver un éventail complet d’écosystèmes, d’habitats, d’espèces et de leur diversité génétique et des paysages d’importance européenne, ils pouvaient et peuvent encore s'appuyer sur :
- le Réseau Natura 2000
- le Réseau émeraude[8]
- les initiatives visant à intégrer aux réseaux écologiques des zones marines et côtières
- les initiatives œuvrant au développement de partenariats et d'accords internationaux pour les zones montagneuses
- les réseaux écologiques nationaux
- les programmes environnementaux de l’Unesco dont le programme « L’Homme et la biosphère », les réserves de biosphère et les sites du patrimoine mondial de l'Unesco
- la Conférence ministérielle pour la protection des forêts en Europe (MCPFE), pour laquelle le STRA-CO de 2007 a invité à mieux coopérer avec la Stratégie paneuropéenne pour la biodiversité, via l’approche écosystémique, à propos des lignes directrices de boisement et de reboisement mais aussi en luttant contre la récolte illégale de produits forestiers et le commerce qui en est issu
- la Convention européenne du paysage
- le projet Streamlining European 2010 Biodiversity Indicators (rationalisation des indicateurs européens de la biodiversité à l’horizon 2010), porté par l’Agence européenne pour l’environnement pour répertorier, tester, perfectionner, étayer des indicateurs spécifiques de la biodiversité
- l'EcoForum
- l'initiative « Compte à rebours 2010 » qui avait en 2003 déjà réuni une petite centaine de partenaires
- l'initiative GreenForce, lancée par la Commission pour échanger des expériences, renforcer les capacités et la coopération dans l'application des lois
- l'évaluation de Belgrade, faite par l'Agence Européenne de l'Environnement, qui a montré que l'objectif de stopper la perte de biodiversité en 2010 ne pourrait être atteint au rythme des efforts faits de 2000 à 2010.

## Les éléments écopaysagers du REP

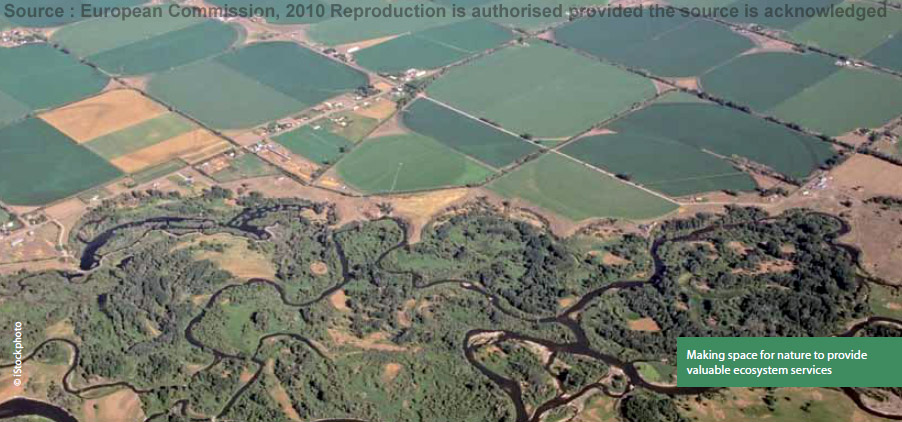
Illustration utilisée par la commission européenne comme exemple de corridor écologique de type zone humide à méandres, en zone d'agriculture intensive? Consulté 2013-05-30

Le REP comprend les éléments suivants : 
- des zones noyaux : elles conservent les écosystèmes, les habitats, les espèces et les paysages d'importance européenne.
Elles doivent inclure les principales zones et caractéristiques représentatives de la diversité biologique et paysagère d'importance européenne, et souvent des systèmes semi-naturels dont l'intégrité dépend de la poursuite de certaines activités humaines, comme certains paysages agricoles.
- des corridors : selon les cas, ce sont des couloirs paysagers, ou des successions de gués faisant office de relais discontinus pouvant améliorer l'intégrité et la cohérence des systèmes naturels.
Ils doivent faciliter la dispersion et la migration d'espèces entre les zones noyaux. Cette fonction sera souvent compatible avec les activités économiques autorisées dans les zones concernées.
- des zones à restaurer : ce sont des écosystèmes dégradés, ainsi que des habitats et des paysages d'importance européenne devant être réparés pour retrouver un bon état écologique. Certaines zones devront parfois y être complètement restaurées[9].
- des zones tampons : elles consolident le réseau et le protègent contre les influences extérieures préjudiciables.

Il ne s'agit pas de conserver des espèces dans quelques réserves naturelles, mais bien de veiller « à ce que les habitats soient suffisamment vastes pour favoriser la conservation des espèces ». Ceci nécessite d'offrir à ces espèces « des possibilités suffisantes pour la dispersion et la migration des espèces », le cas échéant avec des politiques de renaturation (Plans de restauration, réintroduction...) pour que « les éléments dégradés des systèmes clés soient restaurés et protégés contre les dangers potentiels ».

## Gouvernance du REP
Sous l'égide du Conseil de l’Europe, du Centre européen pour la conservation de la nature et du Programme des Nations Unies pour l’Environnement, avec le cas échéant l'aide de Groupes de travail ad hoc composés d'experts et Hauts Fonctionnaires, le réseau est mis en œuvre par :
- Un Comité d’experts (STRA-REP) missionné en 1997 par le Comité des Ministres du Conseil de l’Europe en 1997 pour préparer et encadrer la constitution du Réseau écologique paneuropéen, sous l’autorité d' (?)
- Un Conseil pour la stratégie paneuropéenne de la diversité biologique et paysagère (STRA-CO) qui s'est réuni 5 fois de 1997 à 2001 (conjointement avec le Groupe d’experts du Réseau Émeraude en 2001).

## État des lieux: échec des années 2000 et nouvelles résolutions
La cartographie unifiée du réseau a pris du retard pour l'Europe de l'Ouest, notamment parce que certaines évaluations écologiques de la fragmentation et cartographies d'habitats ont pris du retard. L'aspect marin et sous-marin a été moins traité, mais de premiers corridors écologiques sous-marin sont cartographiés en Europe du Sud-ouest. De premiers éléments cartographiques sont disponibles pour l'Europe du Sud-Est (hors aspects sous-marins). En 2007, le Conseil pour la stratégie paneuropéenne de la diversité biologique et paysagère incitait à fortement augmenter les efforts, car il constatait « avec préoccupation » que :
- « l'empreinte écologique des pays européens est en rapide augmentation » ;
- « la destruction des habitats, leur morcellement et leur dégradation, ainsi que la dissémination rapide d'espèces exotiques envahissantes progressent en Europe », notamment dans les zones agricoles, montagneuses et littorales ;
- « les espèces endémiques européennes sont menacées par le changement climatique et par le manque d'espace entre les habitats pour permettre une adaptation » ;
- les pollinisateurs (papillons, abeilles, bourdons..) « sont en déclin dans diverses régions d'Europe » ;

Le coût actuel et futur de ces pertes « pourrait s'élever à des milliards d'euros ».
Dans son analyse des limites de l'exercice, le conseil reconnaissait en 2003 que parmi les principales causes de la crise mondiale de la biodiversité figurent « les déficiences de la gouvernance et l'incapacité de l'économie conventionnelle de prendre en compte la valeur économique du capital naturel et des services rendus par les écosystèmes », et il en déduisait « la nécessité d'impliquer tous les secteurs de l'économie dans les efforts de conservation et d'utilisation durable de la biodiversité ». L'évaluation de l'écopotentialité est un des modes d'évaluation environnementale. 
En 2008, une synthèse et des cartes ont été publiées évaluant l'écopotentialité des territoires européens pour le réseau écologique paneuropéen, sur la base d'un indice NLEP (Net Landscape Ecological Potential) décrivant l'état de l'intégrité écologique, à macro-échelle. Cet indice, traduit en cartographie sur SIG a été obtenu en croisant des données sur l'évolution de l'occupation du sol, l'évolution de la probabilité de présence d'une haute-biodiversité (d'espèces ou d'habitats, cf. patrimonialité et naturalité), pondérées par un indice de densité du réseau de transport traduisant une partie de la fragmentation écopaysagère.
Pour l'instant et pour des raisons de subsidiarité, les projets européens concrets ne portent que sur quelques espèces ciblées dont la protection nécessite une action transfrontalière concertée. Les pays d'Europe centrale ont été plus nombreux à s'investir dans le réseau européen.
En 2014, L'AEE estime en 2014 que l'infrastructure verte couvre environ 1/4 de l'UE, mais inégalement répartie. Les notions de biens et services écosystémiques ont été mieux intégrées, notamment via un nouveau mode de cartographie des infrastructures vertes européennes (2014) en lien avec leur valeur en termes de fourniture de services écosystémiques.

## Une infrastructure verte pour leXXIesiècle
En 2010, l'Europe présente l'infrastructure verte comme nouvelle politique structurante post-2010 (post-2010 biodiversity policy).
Le 6 mai 2013, dans le double cadre de la « feuille de route de l'UE pour une Europe efficace dans l'utilisation des ressources » et la stratégie de l'UE en matière de biodiversité à l’horizon 2020, la Commission a demandé au Conseil et au Parlement de relancer le déploiement de l'infrastructure verte. Une annexe technique et un résumé pour les citoyens décrivent de manière détaillée l’infrastructure verte.
Selon la Commission :
- il faut porter une attention systématique aux processus naturels, dans toutes les démarches d'aménagement du territoire (aux niveaux local, régional et national) ; de même pour chaque investissement orienté vers l’aménagement[21] ;
- l'infrastructure verte peut et doit s’inscrire dans le développement régional et dans les stratégies relatives au changement climatique, à la prévention des risques, à la résilience, à l'agriculture, la sylviculture et la protection de l'environnement[21] ;
- il faut promouvoir son utilisation « et les bonnes pratiques en la matière, élaborer des orientations techniques, créer des plateformes d'échange, faciliter le partage d'informations et encourager les technologies innovantes, améliorer les données et l'expertise afin de faciliter le déploiement de l'infrastructure verte »[21] ;
- rechercher des mécanismes de financement innovants pour soutenir les investissements dans des projets d'infrastructure verte[21].

## En France
Après les expériences de plusieurs régions et départements, ce réseau devra notamment être décliné par la trame verte et bleue nationale retenue par le Grenelle de l'environnement et décliné dans la Loi Grenelle II par les schémas régionaux de cohérence écologique (SRCE).